# Nevado del Tolima
Il Nevado del Tolima è uno stratovulcano che si trova in Colombia; raggiunge un'altezza di circa 5.200 m s.l.m..